# Gregor Fučka
Gregor Fučka (Kranj, 7 agosto 1971) è un allenatore di pallacanestro sloveno, in precedenza jugoslavo, naturalizzato italiano.

## Caratteristiche tecniche
Alto 2,15 m per 98 kg, giocava principalmente nel ruolo di ala grande. È dotato di una buona mobilità e reattività per la sua altezza, qualità che lo rendono un lungo atipico ed un giocatore versatile. Inoltre è perfettamente ambidestro: ciò gli permette una grande imprevedibilità in fase offensiva.

## Biografia

### Giocatore

#### Club

Fučka nel 1995 all'Olimpia Milano

Fučka crebbe nei settori giovanili di Triglav Kranj e Olimpia Lubiana, club, quest'ultimo, in cui trovò anche i primi minuti in prima squadra nel corso della stagione 1988-89.
Nel frattempo Bogdan Tanjević, allenatore della Pallacanestro Trieste, scoprì la possibilità di fargli ottenere la nazionalità italiana grazie al padre, nato a Trieste (ma appartenente a tutti gli effetti alla minoranza slovena) e trasferitosi da giovane in Slovenia per motivi di studio. Nonostante il mancato nullaosta da parte della dirigenza lubianese e della Federazione jugoslava, Fučka decise di accettare comunque la chiamata del tecnico montenegrino. Dopo un anno di allenamenti con giovanili e prima squadra triestine senza però poter giocare in quanto non ancora italiano, al compimento dei 18 anni poté avviare le pratiche per conseguire la cittadinanza. Il campionato di Serie A1 1990-91 fu quello del suo debutto nel campionato italiano, lanciato dallo stesso Tanjević che in 34 partite tra regular season e play-off gli concesse quasi 23 minuti a partita, nei quali il diciannovenne Fučka mise a referto 8,7 punti e 3,9 rimbalzi di media. Trieste disputò quel torneo da neopromossa, visto che due anni prima militava addirittura in Serie B1, prima della doppia promozione firmata da Tanjević.
L'anno seguente, sempre tra campionato e play-off, Fučka totalizzò 11,2 punti e 5,5 rimbalzi a gara, diventando di fatto il terzo violino della squadra dietro agli americani Larry Middleton e Sylvester Gray. Dalla stagione 1992-93 il roster della Stefanel si arricchì di un altro giovane talento jugoslavo, il playmaker Dejan Bodiroga, che innalzò ulteriormente il livello della squadra la quale chiuse la regular season al quarto posto, anche se poi arrivò un'uscita ai quarti di finale contro Cantù. Nel campionato 1993-94 i 14,4 punti e 6,7 rimbalzi di Fučka contribuirono a far classificare la formazione giuliana al terzo posto in regular season, mentre ai play-off il cammino si interruppe alle semifinali contro la Scavolini Pesaro, con la decisiva gara 3 persa solo al supplementare con un canestro allo scadere di Myers. In campo europeo la Stefanel Trieste arrivò invece fino alle finali di Coppa Korać, dove però fu il PAOK Salonicco ad imporsi.
Nell'estate 1994 il patron "Bepi" Stefanel decise di lasciare la Pallacanestro Trieste per acquisire una fetta di quote dell'Olimpia Milano, che diventò appunto Stefanel Milano: a seguito di ciò, buona parte dell'ossatura della squadra giuliana si trasferì nel capoluogo lombardo, tra cui coach Tanjević, Dejan Bodiroga, Nando Gentile, Alessandro De Pol, Davide Cantarello e lo stesso Fučka. Nella prima stagione del nuovo corso milanese non arrivarono trofei, visto che l'epilogo nelle varie competizioni fu semifinale dei play-off scudetto, semifinale di Coppa Italia, finale di Coppa Korać (in campionato, Fučka realizzò 12,9 punti e catturò 6,5 rimbalzi). La sua seconda annata a Milano, 1995-96, fu quella dello scudetto, il primo a livello personale e il venticinquesimo per il club: l'"Airone di Kranj" contribuì con 14,6 punti di media in 40 partite tra regular season e play-off, più 6,9 rimbalzi. La Stefanel Milano vinse inoltre la Coppa Italia di quell'anno, mentre in Coppa Korać perse nuovamente in finale ma per un solo punto di differenza nel doppio confronto contro i turchi dell'Efes Pilsen. Nonostante i successi di quell'anno, la dirigenza milanese si separò da Tanjević. Il 1996-97 si rivelò una stagione priva di titoli per la squadra, nonostante i 18,1 punti e 7,5 rimbalzi – in campionato – di Fučka.

Fučka nel 1999 alla Fortitudo

Nell'estate 1997, ad un anno dalla scadenza contrattuale con Milano, ci furono trattative tra l'entourage del giocatore e franchigie NBA, Los Angeles Clippers su tutti, ma alla fine a spuntarla fu la Fortitudo Bologna, che acquistò il suo cartellino dal club milanese in cambio di una cifra riportata in tre miliardi e mezzo di lire più i prestiti annuali di due giocatori (che si rivelarono poi Massimo Ruggeri e Marcelo Damião, anche se poi quest'ultimo rifiutò il trasferimento). La sua prima stagione in biancoblu vide l'allora TeamSystem conquistare la Coppa Italia a febbraio, ma perdere incredibilmente lo scudetto in gara 5 delle finali play-off complice il famoso "tiro da 4" (tripla più fallo subìto) del virtussino Predrag Danilović. L'apporto di Fučka in quel campionato fu di 12,2 punti e 6,5 rimbalzi di media. Durante l'anno seguente contribuì a far qualificare la Fortitudo alle Final Four dell'Eurolega 1998-99 dove arrivò però un quarto posto, mentre in campionato il cammino si interruppe in semifinale (11,7 punti e 5,3 rimbalzi per Fučka tra regular season e play-off). Il 30 maggio 2000 fu un giorno storico per la Fortitudo, poiché la formazione bolognese sbancò il parquet della Benetton Treviso in gara 4 aggiudicandosi il primo scudetto della propria storia: nell'occasione fu proprio Fučka (autore in quella partita di 27 punti con 11/18 da due, 1/1 da tre, 2/3 ai liberi e 9 rimbalzi) ad essere premiato con il riconoscimento di MVP delle finali. Tra regular season e play-off viaggiò a 12,4 punti e 5,4 rimbalzi di media. Fu inoltre premiato con l'Oscar del Basket Reverberi di quell'anno. La stagione 2000-01 fu invece appannaggio dei concittadini della Virtus, i quali conquistarono campionato, Coppa Italia ed Eurolega, tuttavia a livello personale l'ala italo-slovena riuscì comunque ad essere votata nel quintetto ideale dell'Eurolega 2000-01 grazie ai suoi 19,7 punti e 8,4 rimbalzi di media in 17 partite, mentre in campionato le sue cifre furono di 18,2 punti e 9,0 rimbalzi a gara.
Al termine dell'annata 2001-02, anch'essa priva di trofei di squadra per la Fortitudo, il contratto di Fučka arrivò a scadenza. Fallite le trattative con la franchigia NBA degli Indiana Pacers per questioni di tetto salariale, decise di lasciare Bologna dopo cinque anni per firmare con gli spagnoli del Barcellona, allenati da Svetislav Pešić. Qui ritrovò a distanza di sette anni l'amico ed ex compagno di squadra Dejan Bodiroga, arrivato nella stessa sessione di mercato. Nei quattro anni trascorsi in blaugrana, Fučka continuò a partire quasi sempre nel quintetto titolare, facendo registrare (nel caso del campionato) medie che furono rispettivamente pari a 12,2, 9,8, 10,8, 7,9 punti di media ed un minutaggio medio inferiore ai 30 minuti. A livello di squadra, l'ala italo-slovena con i catalani vinse nel 2002-03 la prima e unica Eurolega 2002-03 della propria carriera, conquistata in finale ai danni della Benetton Treviso, ma oltre a ciò arrivarono anche due campionati spagnoli (2002-03 e 2003-04), una Supercoppa (2005) ed una Coppa del Re (2002-03).
Terminato il contratto con il Barcellona, Fučka firmò un accordo annuale con un altro club spagnolo, il CB Girona guidato in panchina proprio dal suo ex allenatore Svetislav Pešić. In campionato i biancorossi raggiunsero i quarti di finale dei play-off, ma in campo europeo riuscirono a vincere la FIBA EuroCup 2006-07: nella finale contro gli ucraini dell'Azovmaš Mariupol' egli realizzò 12 punti (con 6/9 da due) e catturò 5 rimbalzi.
Nell'estate del 2007 Fučka tornò a far parte di una squadra italiana, visto che il 13 luglio firmò un contratto di un anno (con opzione per il secondo) con la Virtus Roma, ingaggiato proprio da Dejan Bodiroga che nel frattempo era diventato general manager dei capitolini. In 17,6 minuti di media mise a referto 6,5 punti e 3,6 rimbalzi di media, in una squadra che fu in grado di arrivare fino alle finali scudetto poi perse contro la Montepaschi Siena.
Il 23 novembre 2008, a stagione in corso, la Fortitudo Bologna annunciò ufficialmente il ritorno del giocatore, che già nelle settimane precedenti aveva iniziato ad allenarsi con la squadra. Fu tuttavia, una stagione nefasta per i colori biancoblu, visto che il penultimo posto in classifica significò retrocessione in Legadue (anche se poi la squadra ripartì dalla Serie A Dilettanti per motivi economici).
La sua ultima tappa della carriera da giocatore fu al Pistoia Basket 2000 nel campionato di Legadue, squadra con cui firmò nel novembre 2009 fino al termine della stagione per poi essere confermato anche per l'annata 2010-11. Nei due anni in Toscana segnò 9,6 e 7,6 punti di media. Si ritirò così dal basket giocato all'età di poco meno di 40 anni.

#### Nazionale
Fučka fece parte a lungo della nazionale italiana, con cui vinse la medaglia d'oro agli Europei Juniores del 1990, la medaglia d'argento ai Mondiali Juniores del 1991, la medaglia d'argento ai Goodwill Games del 1994, la medaglia d'argento agli Europei del 1997 con la nazionale maggiore e soprattutto la medaglia d'oro agli Europei del 1999 sempre con la nazionale maggiore, torneo in cui venne anche eletto MVP dell'intera manifestazione.
Partecipò anche ai Mondiali Under-22 nel 1993, agli Europei nel 1995 e 2001, ai Mondiali nel 1998 e alle Olimpiadi nel 2000.

### Allenatore
Nell'estate del 2017 divenne allenatore del settore giovanile della Pallacanestro Trapani e vice allenatore di Ugo Ducarello.
Dal 2018 fu l'allenatore dell'Italia under 16, che sotto la sua guida disputò il Campionato europeo 2019, con cui vinse la medaglia di bronzo e centrò la qualificazione al Mondiale Under-17 2020.
Nel luglio 2021 assunse la guida tecnica del Bologna Basket 2016, formazione militante nel campionato di Serie B, tuttavia venne esonerato a novembre con un bilancio di una vittoria e sei sconfitte.

## Palmarès

### Club

#### Competizioni nazionali
- Campionato italiano: 2

Olimpia Milano: 1995-96
Fortitudo Bologna: 1999-2000
- Coppa Italia: 2

Olimpia Milano: 1996
Fortitudo Bologna: 1998
- Supercoppa italiana: 1

Fortitudo Bologna: 1998
- Campionato spagnolo: 2

Barcellona: 2002-03, 2003-04
- Copa del Rey: 1

Barcellona: 2003
- Supercoppa spagnola: 1

Barcellona: 2004
- Liga catalana: 2

Barcellona: 2004
Girona: 2006

#### Competizioni internazionali
- Eurolega: 1

Barcellona: 2002-03
- FIBA EuroCup: 1

Girona: 2006-07

### Nazionale

#### Giocatore
- Europei:

 Francia 1999
- Europei:

 Spagna 1997

#### Allenatore
- Italia under 16

 Italia 2019

### Individuale
- FIBA World Cup All-Tournament Teams: 1

1998
- MVP FIBA EuroBasket: 1

1999
- MVP All Star Game: 1

2001
- All-Euroleague First Team: 1

Fortitudo Bologna: 2000-01